# RFU Championship 2008-09
La RFU Championship 2008-09 fue la vigésimo segunda edición del torneo de segunda división de rugby de Inglaterra.

## Sistema de disputa
Los equipos se enfrentaran todos contra todos en condición de local y de visitante, totalizando 30 partidos en la fase regular.

## Clasificación
| Pos. | Equipo                | Encuentros | Encuentros | Encuentros | Encuentros | Tantos | Tantos | Tantos | PB | Puntos |
| Pos. | Equipo                | PJ         | PG         | PE         | PP         | F      | C      | Dif    | PB | Puntos |
| ---- | --------------------- | ---------- | ---------- | ---------- | ---------- | ------ | ------ | ------ | -- | ------ |
| 1    | Leeds Carnegie        | 30         | 28         | 0          | 2          | 1238   | 376    | 862    | 21 | 133    |
| 2    | Exeter Chiefs         | 30         | 23         | 2          | 5          | 1077   | 453    | 624    | 23 | 119    |
| 3    | Bedford Blues         | 30         | 23         | 0          | 7          | 892    | 472    | 420    | 19 | 111    |
| 4    | Nottingham RFC        | 30         | 22         | 0          | 8          | 973    | 499    | 474    | 20 | 106    |
| 5    | Doncaster Knights     | 30         | 21         | 2          | 7          | 895    | 571    | 324    | 17 | 105    |
| 6    | London Welsh          | 30         | 19         | 0          | 11         | 788    | 611    | 177    | 17 | 91     |
| 7    | Cornish Pirates       | 30         | 16         | 1          | 13         | 743    | 578    | 165    | 16 | 82     |
| 8    | Moseley RFC           | 30         | 13         | 0          | 17         | 814    | 782    | 32     | 21 | 73     |
| 9    | Coventry RFC          | 30         | 14         | 0          | 16         | 639    | 712    | -73    | 16 | 72     |
| 10   | Rotherham Titans      | 30         | 15         | 1          | 14         | 794    | 775    | 19     | 12 | 70     |
| 11   | Plymouth Albion       | 30         | 13         | 2          | 15         | 607    | 669    | -62    | 10 | 66     |
| 12   | Esher RFC             | 30         | 12         | 1          | 17         | 676    | 830    | -154   | 11 | 61     |
| 13   | Sedgley Park RUFC     | 30         | 6          | 0          | 24         | 458    | 1206   | -748   | 10 | 34     |
| 14   | Newbury RFC           | 30         | 4          | 2          | 24         | 419    | 1047   | -628   | 7  | 27     |
| 15   | Otley RUFC            | 30         | 3          | 1          | 26         | 418    | 1298   | -700   | 9  | 21     |
| 16   | Manchester Rugby Club | 30         | 2          | 0          | 28         | 433    | 1165   | -732   | 9  | 17     |

|  | Campeón.                            |
|  | Descendidos a la National League 1. |

| Bandera de Inglaterra  |
| Campeón Leeds Carnegie |
| Tercer título          |